# Cornelius Loos
Cornelius Loos, född 1686 i Stockholm, död 15 april 1738 i Hamburg, var en svensk generalmajor, som började som officer vid fortifikationen under Karl XII.

## Biografi
1710 sändes fortifikationsmajor Cornelius Loos, tillsammans med kapten Konrad Sparre och löjtnant Hans Gyllenskepp (med flera) från Bender på en halvtannat år lång resa till Orienten. Första anhalt var Istanbul för att sedan fortsätta vidare till Egypten med flera länder. Uppdraget under resan var att teckna av bland annat byggnadsverk att senare förströ kungen med. Omkring trehundra teckningar utfördes. Endast ett fyrtiotal av dessa räddades undan brand vid kalabaliken i Bender 1713. Huvuddelen av de teckningar som klarat sig består av illustrationer av Istanbul. Dessa teckningar anses vara det bästa nedtecknade vittnesmålet om hur Istanbul såg ut i början av 1700-talet. Originalhandlingarna finns nu på Nationalmuseum. Efter hemkomsten till Sverige 1718 avancerade Loos inom armén för att till slut uppnå generalmajors värdighet. Loos avslutade sin karriär som kommendant i Hamburg.